# San Antonio de Esmoruco (gemeente)
San Antonio de Esmoruco is een gemeente (municipio) in de Boliviaanse provincie Sur Lípez in het departement Potosí. De gemeente telt naar schatting 2.696 inwoners (2018). De hoofdplaats is San Antonio de Esmoruco.